# Bataille de Vinland (1003)
Colonisation viking des Amériques
La bataille de Vinland se déroule en 1003 au Vinland, en Amérique du Nord. Elle oppose les Vikings de Thorvald Eriksson, fils d'Erik le Rouge et frère de Leif Erikson, aux indigènes du Vinland, les Skrælings.
Après avoir capturé plusieurs indigènes, les Vikings sont attaqués ; ils tuent 41 skrælings et perdent 22 hommes. Thorvald, blessé sous le bras par une flèche (empoisonnée ?), s'aperçoit que la blessure est mortelle, et dit a ses compagnons : il faut vous préparer à partir le plus tôt possible, mais vous me porterez sur le promontoire, où il m'a paru qu'il serait doux d'établir ma demeure […] Vous m'enterrerez là, vous planterez des croix sur ma tombe, au-dessus de ma tête et à mes pieds, et désormais vous appellerez ce lieu Krossanes (« Cap des Croix »). Il meurt et ses ordres sont exécutés.
Après trois hivernages au Vinland (de 1003 à 1006), les attaques des indigènes obligent les Scandinaves à partir pour le Groenland.

## Sources primaires
- Saga des Groenlandais
- Saga d'Erik le Rouge